# Brachychiton

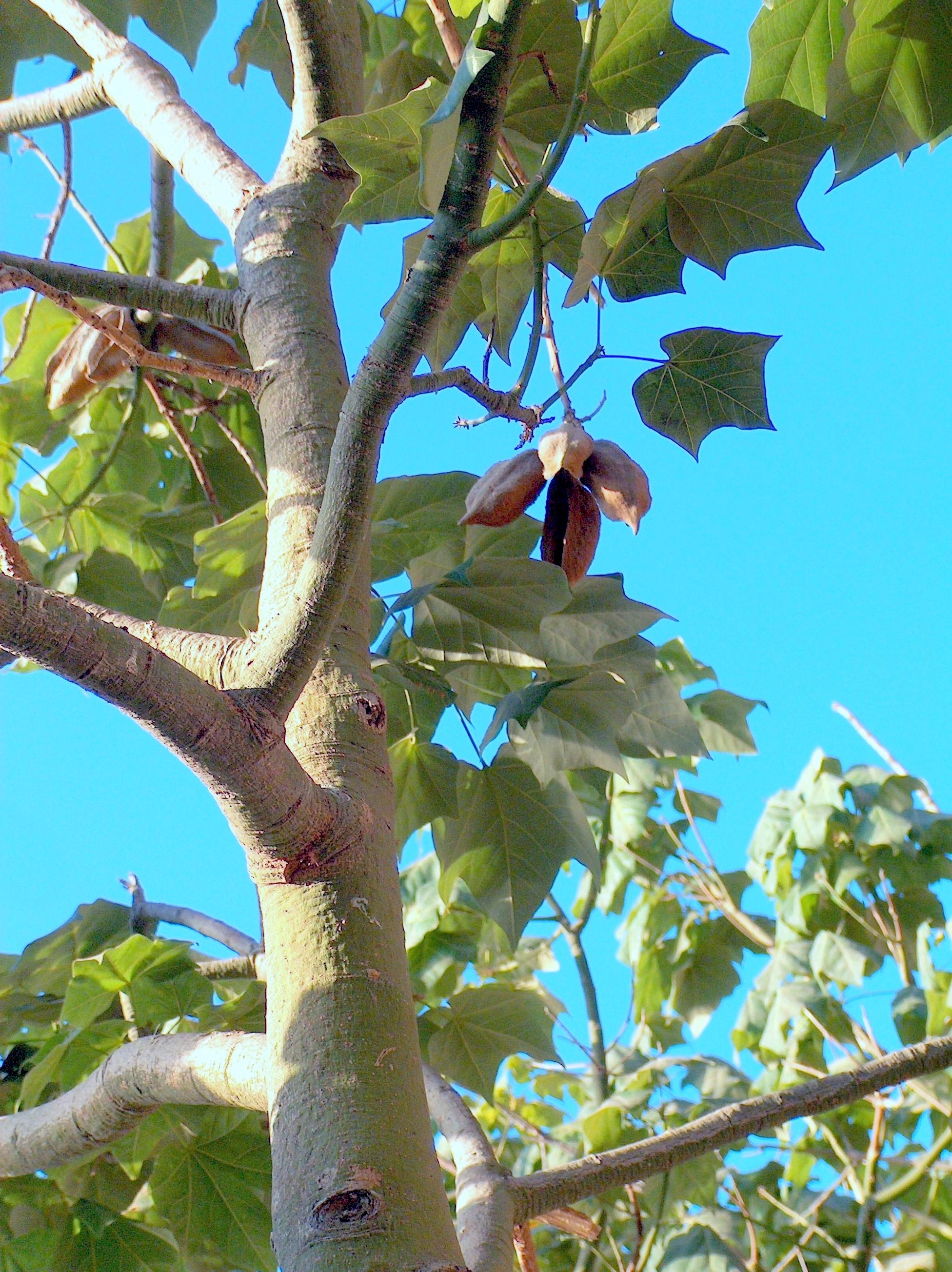
Koruna B. discolor s plody

Brachychiton (Brachychiton) je rod rostlin z čeledi slézovité. Jsou to převážně opadavé stromy s jednoduchými střídavými listy s dlanitou žilnatinou a pětičetnými bezkorunnými květy, které se nejčastěji rozvíjejí v bezlistém stavu. Některé druhy mají ztlustlé kmeny a připomínají baobab. Plodem je souplodí dřevnatých měchýřků. Rod zahrnuje 31 druhů. Je rozšířen v Austrálii a v malé míře i na Nové Guineji. V Austrálii zasahují některé druhy i do vyprahlého srdce kontinentu.
Brachychitony se pěstují v tropech a subtropech jako okrasné dřeviny. S brachychitonem topolovitým se lze setkat i ve Středomoří. Jsou také zdrojem vláken a potravy pro domorodé Aboridžince.

## Popis
Brachychitony jsou opadavé nebo řidčeji stálezelené, jednodomé či dvoudomé stromy dorůstající výšky až 45 metrů, případně keře. Některé druhy ze suchých oblastí (např. brachychiton skalní) mají ztlustlý kmen podobně jako baobab. Brachychiton topolovitý má hlízovitě ztlustlý hlavní kořen. Listy jsou střídavé, jednoduché, celistvé nebo dlanitě laločnaté či členěné, řapíkaté, s opadavými nebo vytrvalými palisty. Žilnatina je dlanitá. Květy jsou funkčně jednopohlavné, uspořádané v latách nebo hlávkách. Kalich je zvonkovitý, většinou pětičetný, zbarvený (nejčastěji červený, bledě zelený nebo bílý) a nahrazující chybějící korunu. Tyčinek je 10 až 30 a jsou nepravidelně nahloučené. Semeník je srostlý z 5 plodolistů a nese 5 čnělek zakončených štítovitými bliznami. Plodem je souplodí dřevnatých měchýřků obsahujících 2 až mnoho semen.

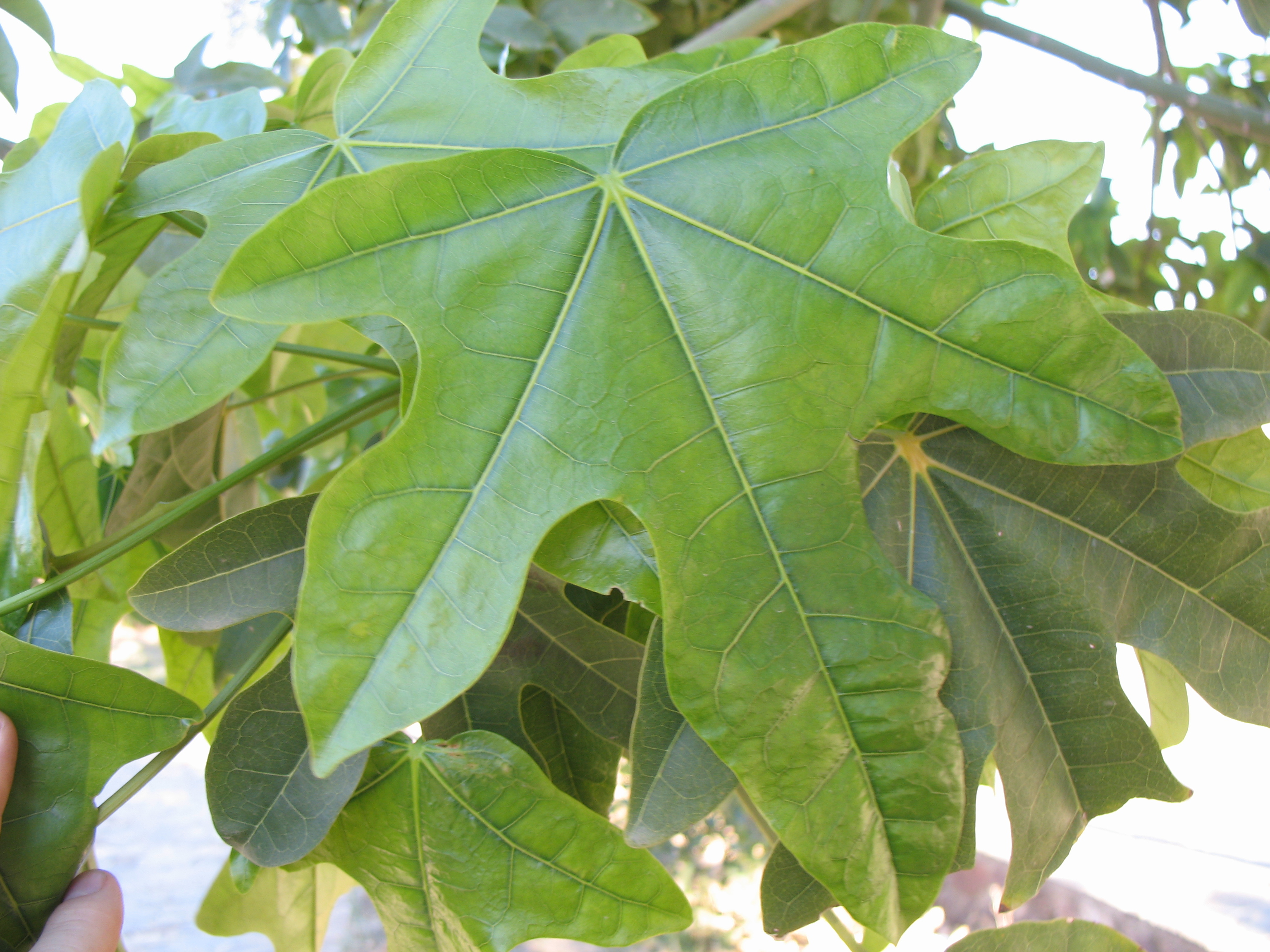
List brachychitonu javorolistého
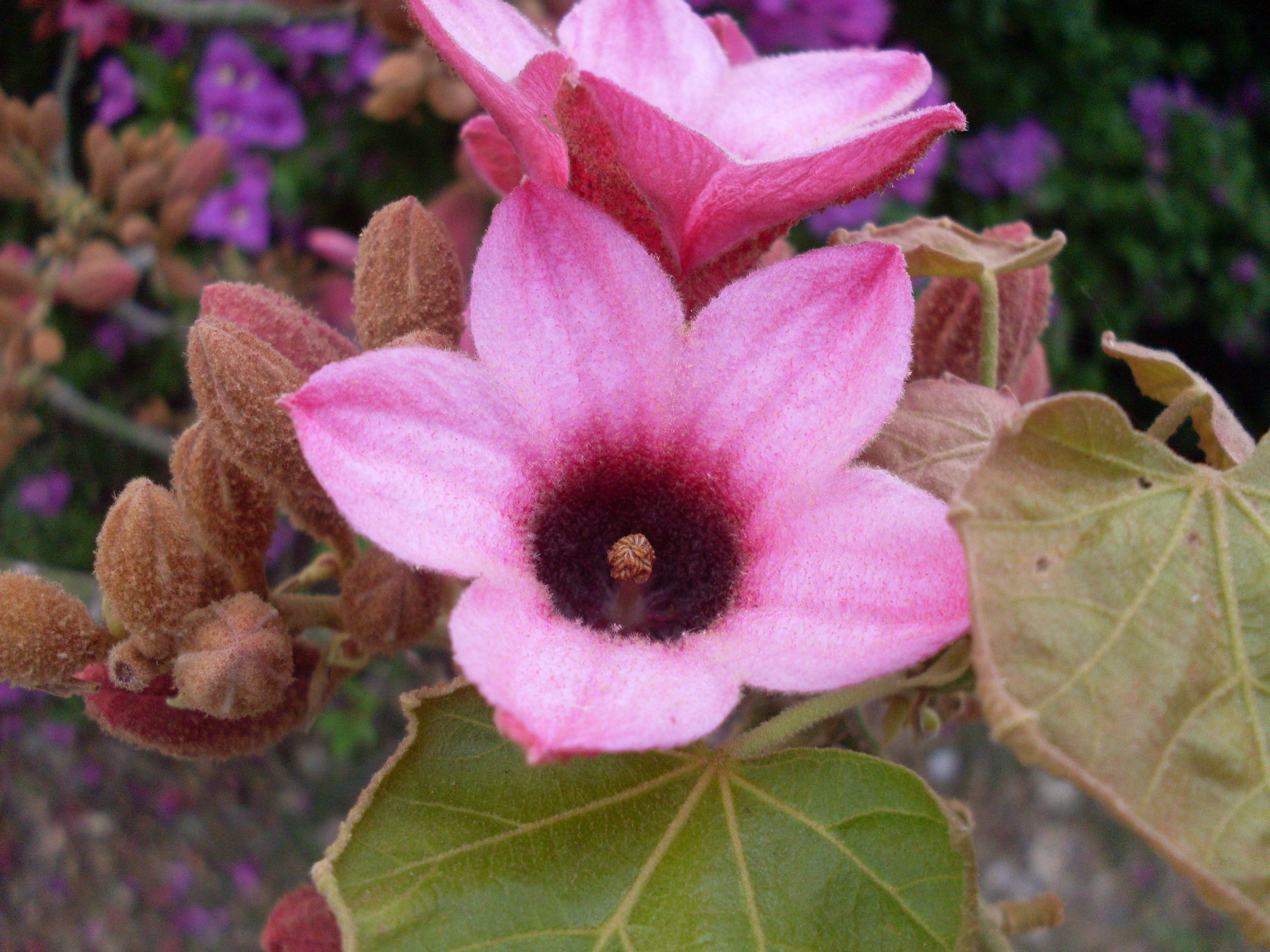
Květy B. discolor
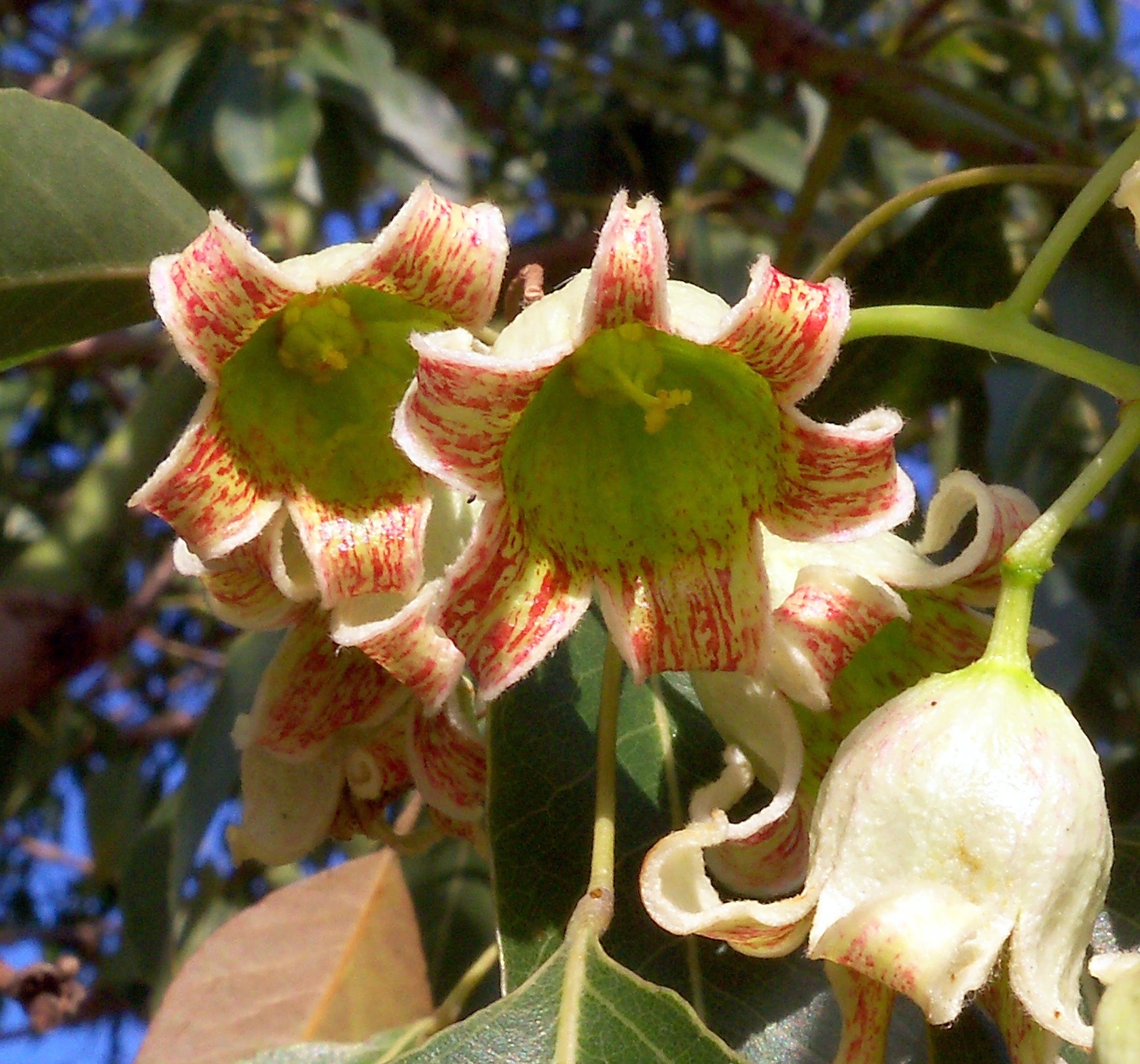
Květy brachychitonu topolovitého
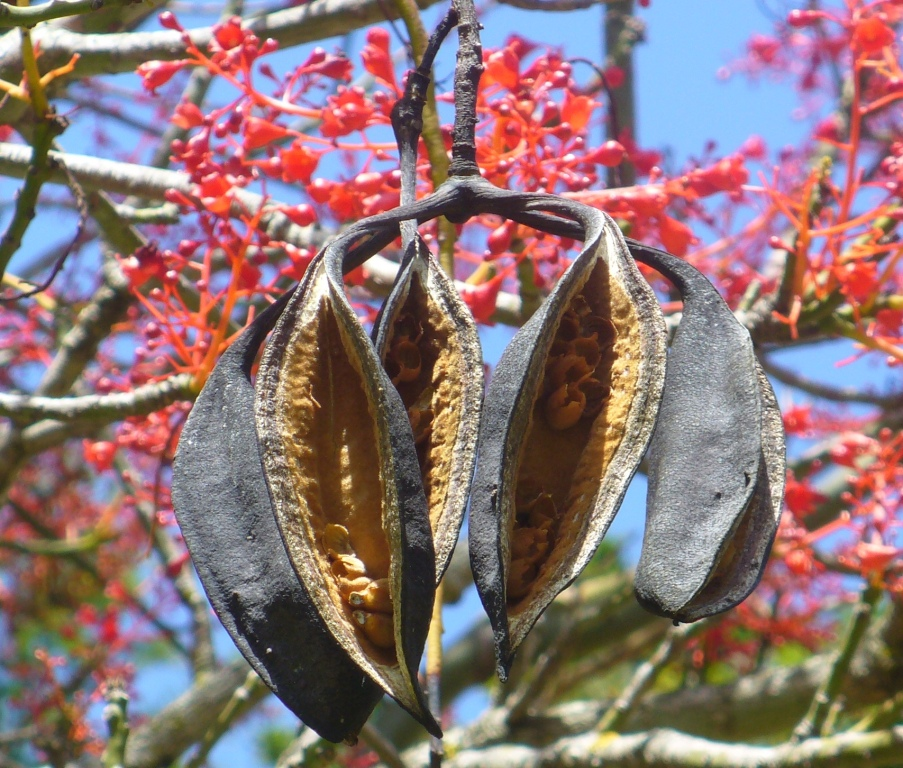
Souplodí brachychitonu javorolistého

## Rozšíření
Rod brachychiton zahrnuje asi 31 druhů. Je rozšířen v Austrálii a na Nové Guineji. Převážná většina druhů roste v Austrálii, a to zejména v severních a západních oblastech kontinentu. Nejvíce druhů je uváděno z Queenslandu (asi 17), Západní Austrálie (12) a Severního teritoria (9), naopak ve Victorii a Jižní Austrálii roste pouze po jediném druhu. Na Nové Guineji se vyskytují 2 druhy, z toho jeden endemický. Rozsáhlý areál má zejména brachychiton topolovitý (B. populneus) ve východních částech Austrálie, B. diversifolius na severu a B. gregorii v západní polovině kontinentu. Některé druhy rostou v oblastech blízko pobřeží (např. brachychiton javorolistý a B. discolor ve východní Austrálii), jiné zasahují do samotného vyprahlého srdce kontinentu.
Brachychitony rostou ponejvíce v tropických oblastech s velmi výrazným obdobím sucha. V subtropických oblastech jižní Austrálie roste jen několik druhů.

## Ekologické interakce
Převážná většina druhů jsou opadavé stromy kvetoucí v bezlistém stavu. Některé druhy jsou poloopadavé a pouze brachychiton topolovitý je stálezelený. Listy opadávají povětšině v první polovině suchého období, u některých druhů z vlhčích oblastí (brachychiton javorolistý a B. discolor) až na začátku období vlhkého.
Brachychitony patří mezi živné rostliny housenek některých motýlů z čeledi babočkovití (Polyura sempronius, Phaedyma shepherdi), modráskovití (Candalides helenita, C. absimilis, Anthene seltuttus, Erysichton lineata) a soumračníka Netrocoryne repanda.

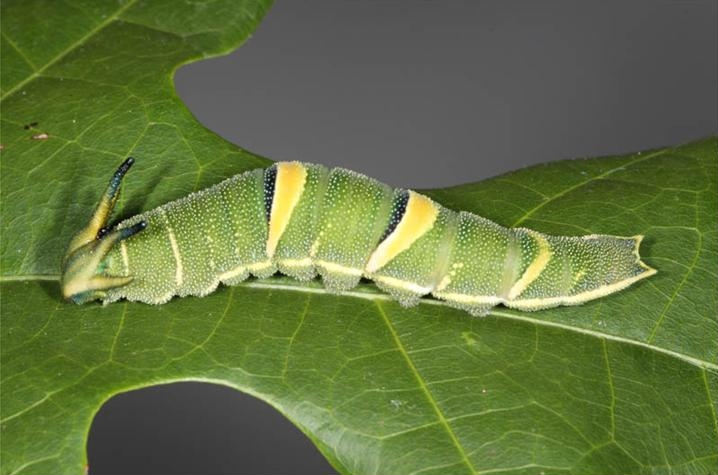
Housenka babočkovitého motýla Polyura pyrrhus
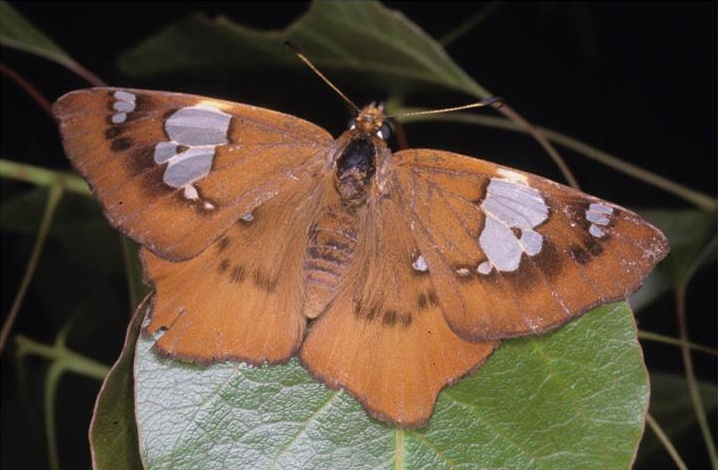
Soumračník Netrocoryne repanda
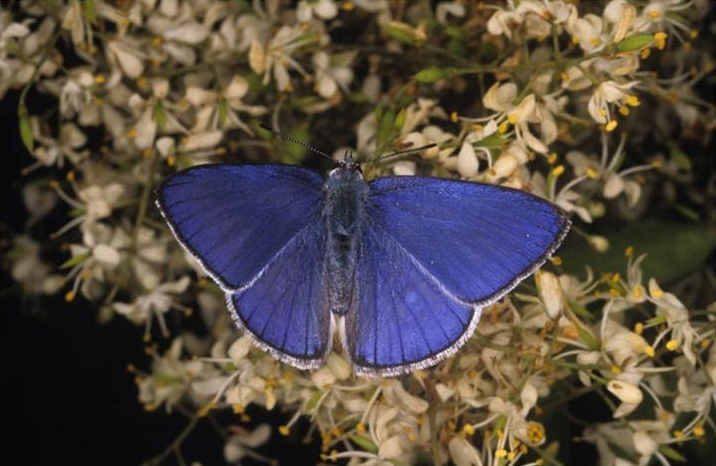
Modrásek Candalides absimilis
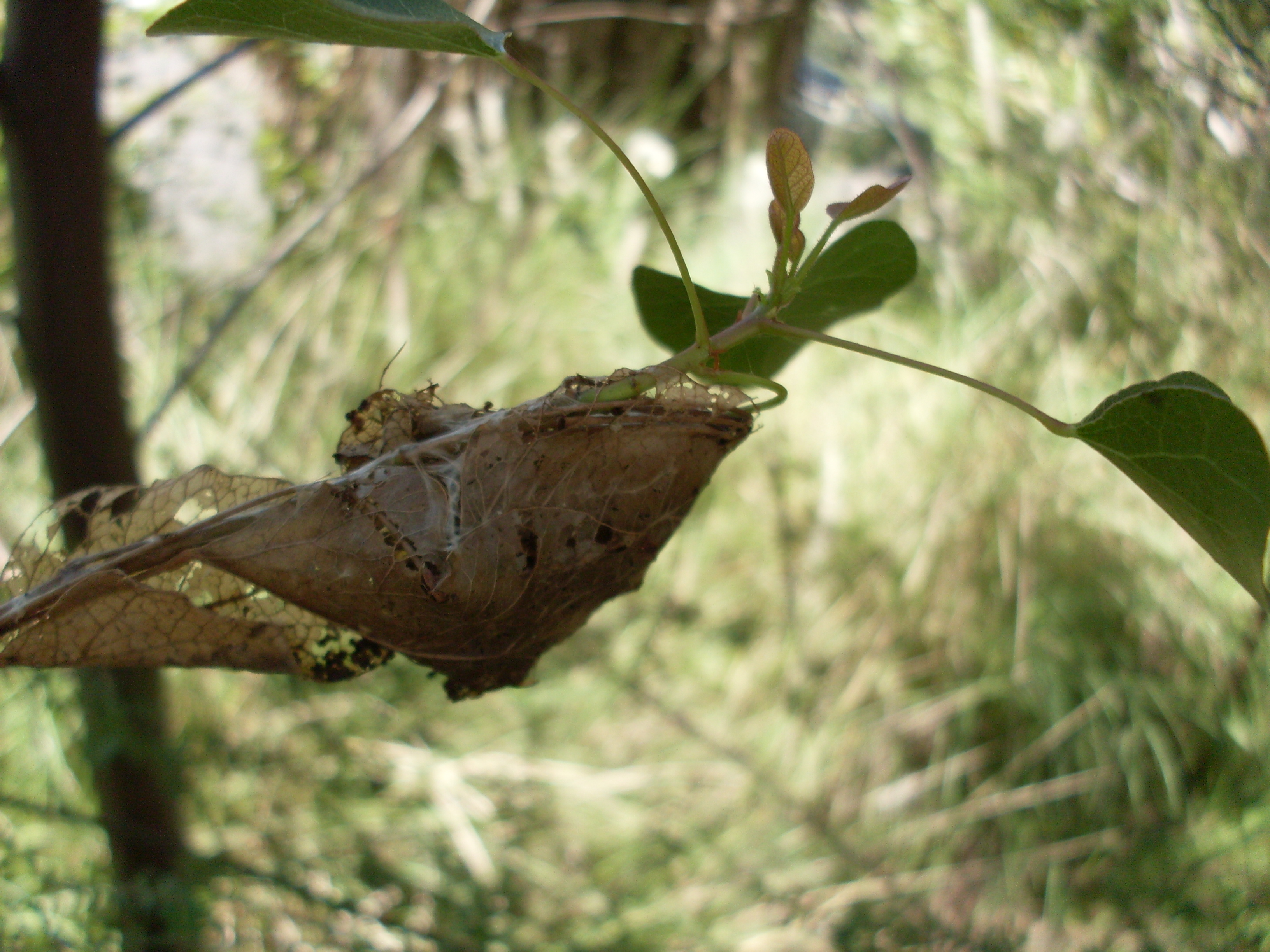
Zámotek na větévce brachychitonu topolovitého

## Taxonomie
Rod Brachychiton je v rámci čeledi slézovité řazen do podčeledi Sterculioideae, která byla v minulosti (před systémem APG) vedena jako samostatná čeleď Sterculiaceae (lejnicovité). Rod je dále členěn do 5 sekcí: Brachychiton (20 druhů), Trichosiphon (4), Poecilodermis (3), Oxystele (2) a Delabechea (2 druhy). V minulosti byl rod Brachychiton spojován s blízce příbuzným a podobným druhem Sterculia (lejnice). Podle výsledků molekulárních analýz náleží mezi nejblíže příbuzné rody Acropogon (25 druhů výhradně na Nové Kaledonii), Argyrodendron (4 druhy v jv. Asii a Austrálii) a monotypický australský rod Franciscodendron.

## Zástupci
- brachychiton javorolistý (Brachychiton acerifolius)
- brachychiton skalní (Brachychiton rupestris)
- brachychiton topolovitý (Brachychiton populneus)[9]

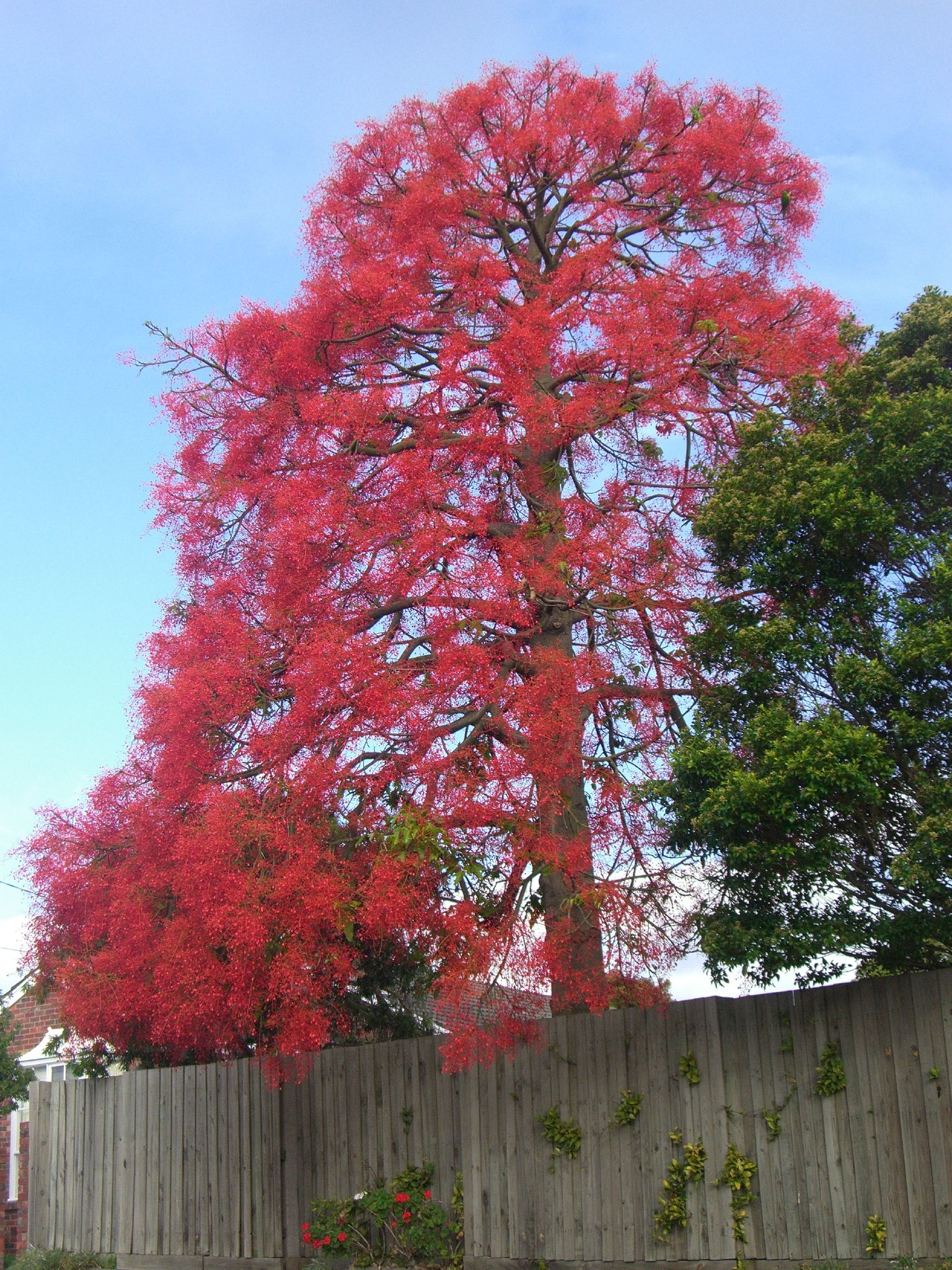
Brachychiton javorolistý v květu

## Význam
Brachychitony jsou v tropech a subtropech vysazovány jako okrasné dřeviny. Mezi nejčastěji pěstované náleží zejména brachychiton javorolistý, brachychiton skalní, B. discolor a kříženec B. hybridus (B. acerifolius x B. populneus). Brachychiton javorolistý je považován z jeden z nejkrásnějších červeně kvetoucích stromů světa. Pochází z pralesů ve východní Austrálii a je i v přírodě velmi nápadný, neboť v dospělosti převyšuje korunní patro pralesa. Ve Středomoří je dosti často pěstován brachychiton topolovitý.
Z kůry brachychitonů získávali domorodí Aboridžinci vlákna používaná zejména ke zhotovování rybářských sítí a provazů. Od tohoto významu je odvozeno i domorodé jméno currajong (strom poskytující vlákno).
Vařená semena B. diversifolius a některých dalších druhů jsou jedlá. Aboridžinci také vyhledávají v suchých oblastech severní Austrálie mladé kořeny druhu B. multicaulis jako osvěžující potravu. Listy stálezeleného brachychitonu topolovitého slouží ve východní Austrálii v období sucha jako krmivo pro dobytek.

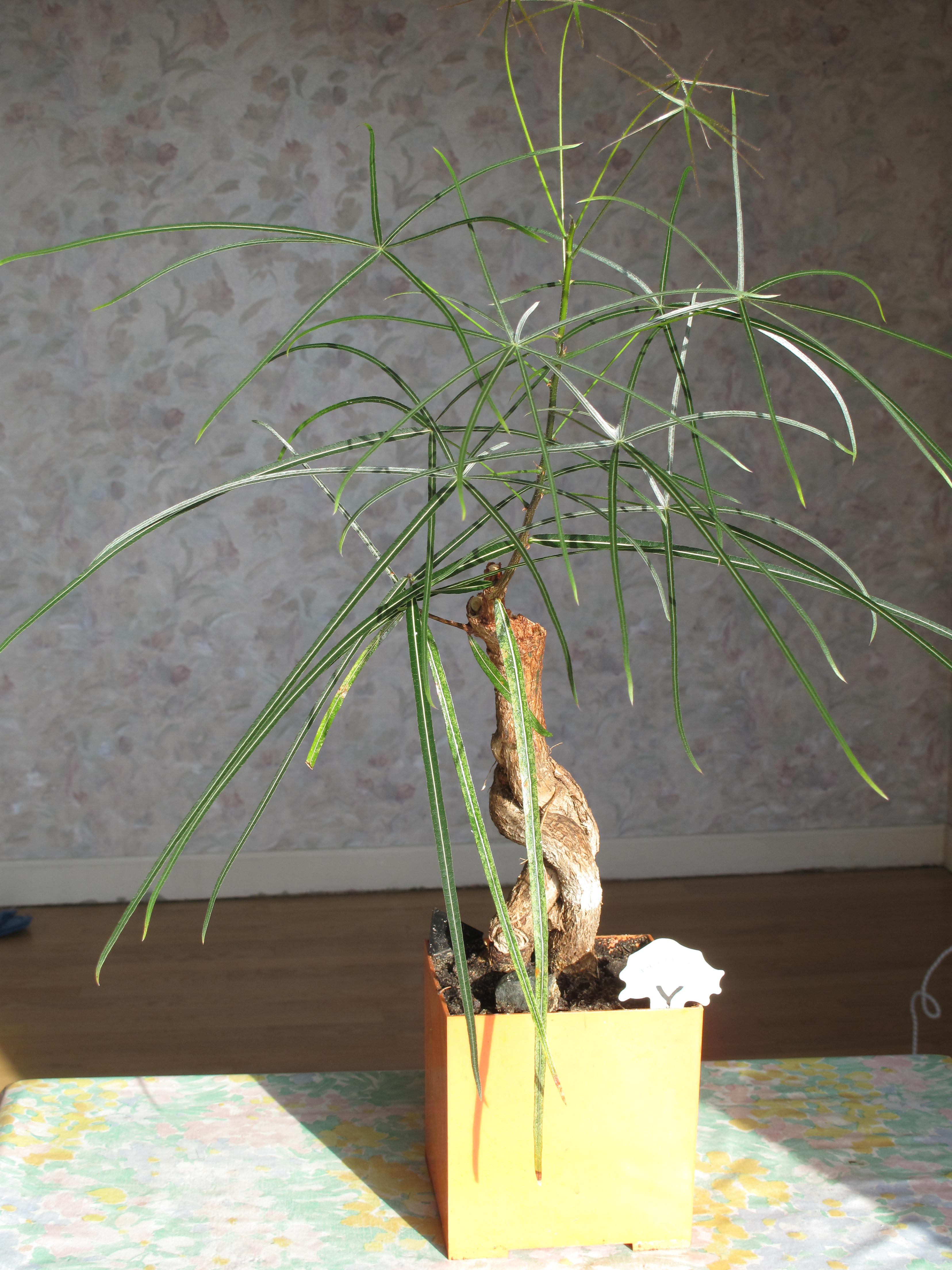
Brachychiton skalní jako bonsaj
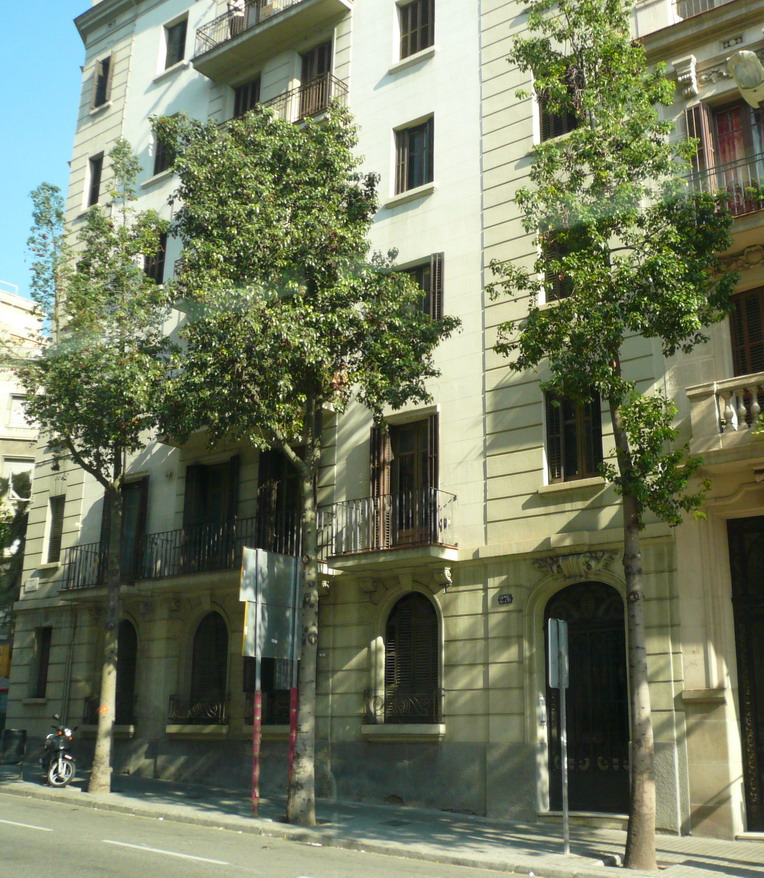
Brachychiton topolovitý jako pouliční dřevina v Barceloně